# Deutsche Kriegsgräberstätte Cannock Chase

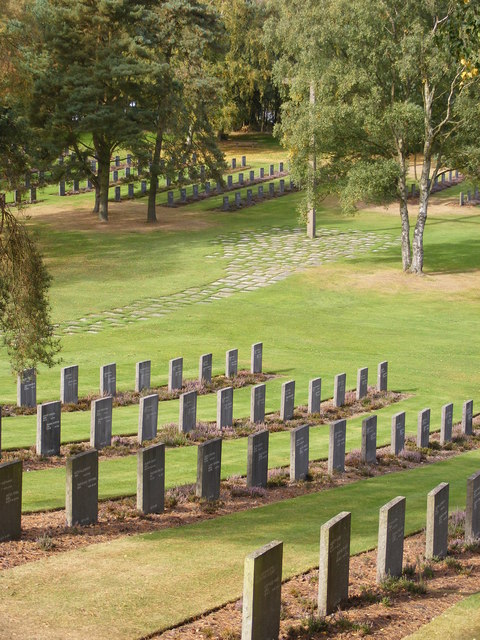
Deutsche Kriegsgräberstätte Cannock Chase

Die Deutsche Kriegsgräberstätte Cannock Chase liegt in Staffordshire in den Midlands von England. Sie ist ein Sammelfriedhof für 2.143 Tote aus dem Ersten Weltkrieg und 2.797 Tote aus dem Zweiten Weltkrieg.

## Lage
Von Cannock führt die A34 Richtung Stafford. Nach drei Meilen zweigt die Straße nach Rugeley ab. Nach kurzer Strecke wird zunächst an der kleinen Straße Camp Road der Commonwealth Friedhof Cannock Chase War Cemetery passiert. Erst danach liegt der Cannock Chase German Military Cemetery (Deutsche Kriegsgräberstätte Cannock Chase).

## Die Toten

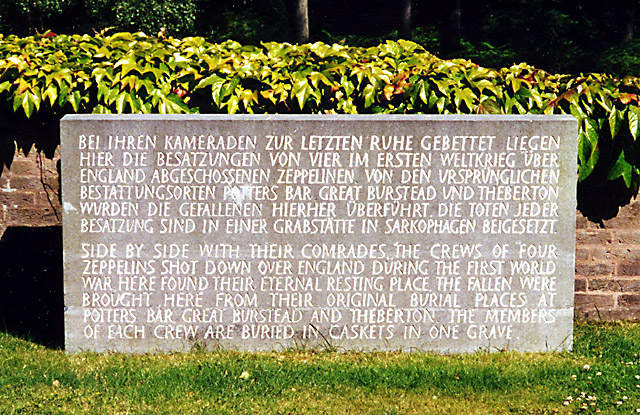
Deutsche Kriegsgräberstätte Cannock Chase: Gräber von Zeppelin-Besatzungen. Die Zeppeline wurden im Ersten Weltkrieg über England abgeschossen.

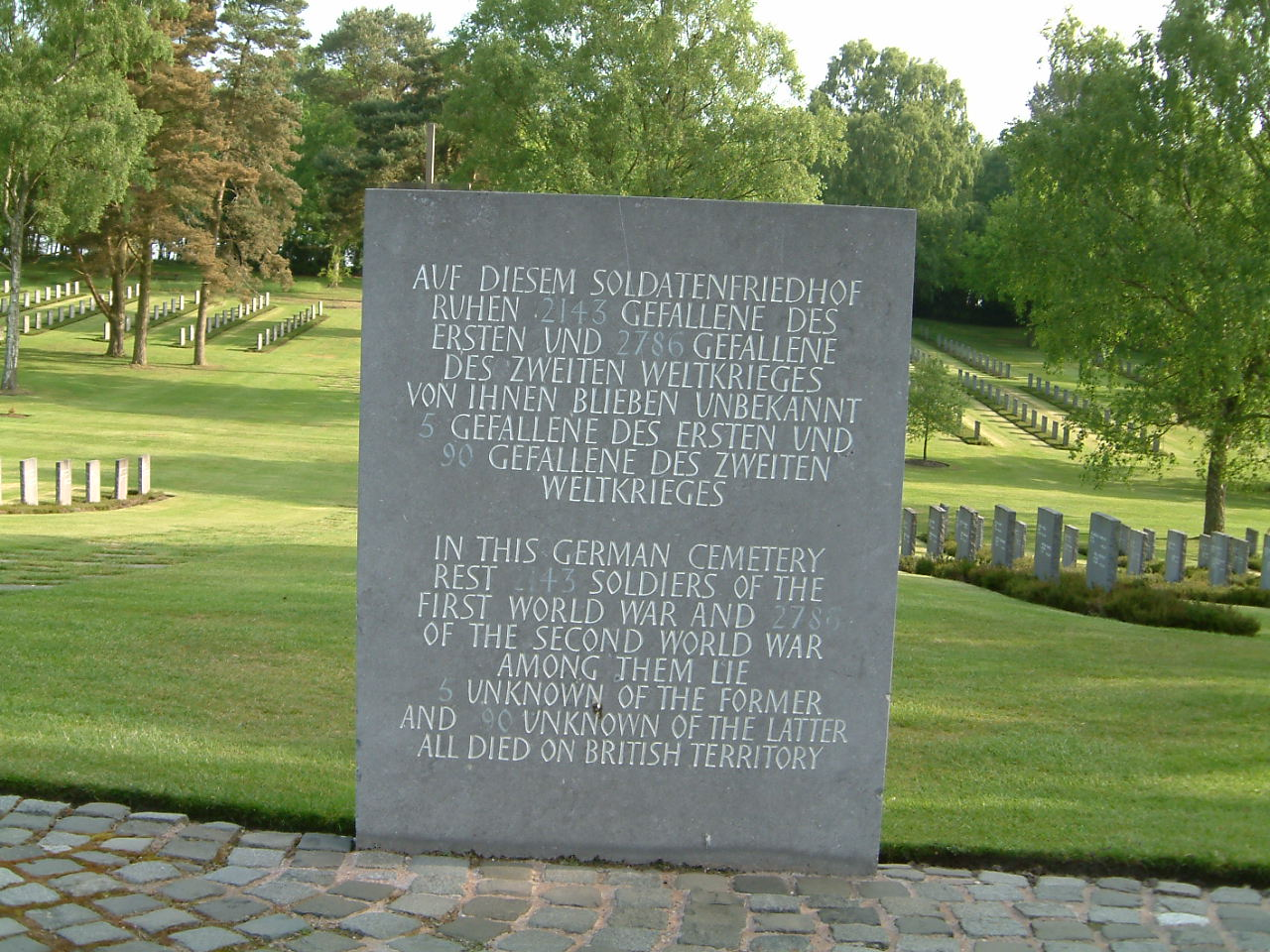
Deutsche Kriegsgräberstätte Cannock Chase: Deutsche Gefallene des Ersten und Zweiten Weltkriegs

Die Kriegsgräberstätte ist ein Sammelfriedhof für die Kriegstoten des Ersten und Zweiten Weltkriegs in Großbritannien und Nordirland. Sie verstarben in Kriegsgefangenen- und Internierungslagern, wurden aus abgestürzten Kampfflugzeugen geborgen oder wurden tot an die Küste angeschwemmt. Aus dem Ersten Weltkrieg sind verstorbene Besatzungen von Luftschiffen hier beigesetzt.

## Der Friedhof

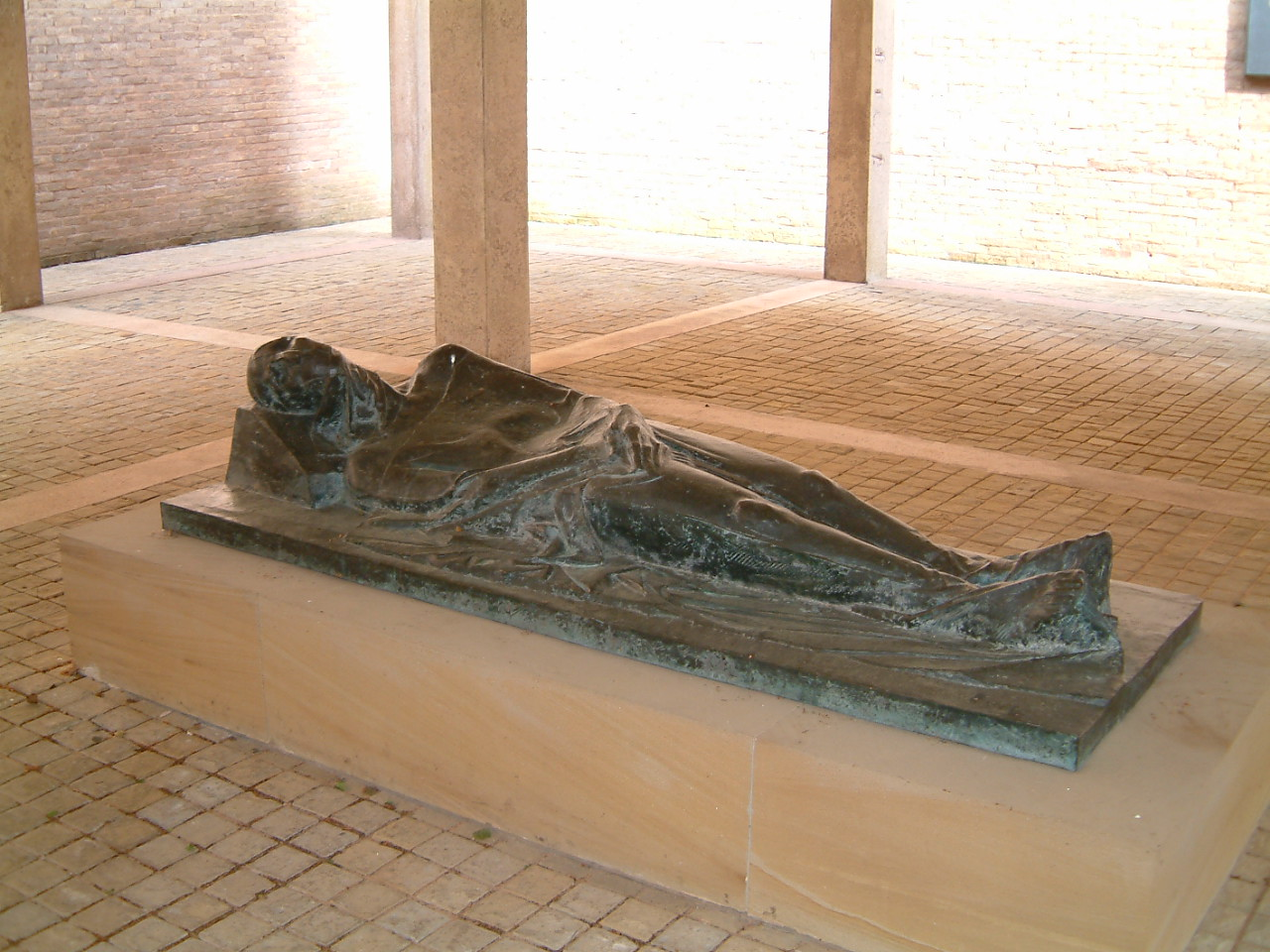
Deutsche Kriegsgräberstätte Cannock Chase: Bronzeplastik eines Gefallenen von Hans Wimmer

Die 1967 eingeweihte Friedhofsanlage entstand nach einem Entwurf des Göttinger Architekten Diez Brandi.
Eine Senke durch das Gelände trennt die Toten des Ersten und Zweiten Weltkriegs. Der Friedhof hat ein parkartiges Gepräge durch Bäume, Narzissen im Frühling und Heidekraut im Herbst. Auf Stelen aus belgischem Hartmuschelkalk sind auf Vorder- und Rückseite je zwei Namen zu den Gräbern verzeichnet. Von der Zugangsstraße und einem Vorplatz aus führt der Weg zum Besucherraum. Von dort über den überdachten Gang weiter zur Halle. In ihr ruht eine Bronzeplastik eines Gefallenen von Hans Wimmer auf einem Steinsockel.

## Deutsch-englische Völkerverständigung
Aus Anlass des 50-jährigen Bestehens der Kriegsgräberstätte von 1967 kamen 2017 der Chairman des Staffordshire County Councils, Vertreter der Grafschaften, Bürgermeister, der Landesvorsitzende des Volksbundes in Bremen, der Luftwaffenattaché der Deutschen Botschaft in London und Angehörige der Toten zusammen, um den Friedhof als Ort des Friedens, der Freundschaft und der Völkerverständigung zu würdigen.

## Benachbarter Commonwealth Cannock Chase War Cemetery
Der benachbarte Cannock Chase War Cemetery wurde von der Commonwealth War Graves Commission (CWGC) angelegt. Auf ihm wurden während des Ersten Weltkriegs 97 Tote aus dem Camp der New Zealand Rifle Brigade, aber auch 228 deutsche Tote aus dem Krankenhaus für Kriegsgefangene beigesetzt. Weiter ruhen hier 29 Gefallene aus dem Zweiten Weltkrieg.